# Bledius viriosus
Bledius viriosus är en skalbaggsart som beskrevs av Herman 1983. Bledius viriosus ingår i släktet Bledius och familjen kortvingar. Inga underarter finns listade i Catalogue of Life.